# Wenzel Jäger
Wenzel Jäger (7. června 1846 Vrutice – 20. září 1896 Vrutice) byl rakouský a český statkář a politik německé národnosti, v závěru 19. století poslanec Českého zemského sněmu.

## Biografie
V letech 1875–1883 byl starostou rodné obce Vrutice, kde působil jako statkář. Zasedal v okresním zastupitelstvu ve Štětí, byl členem okresní školní rady v Dubé a hospodářského spolku v Litoměřicích a Štětí. Působil rovněž spolku pro pěstování chmele v Polepích.
Koncem 80. let 19. století se zapojil i do zemské politiky. Ve volbách v roce 1889 byl zvolen v kurii venkovských obcí (volební obvod Dubá, Štětí) do Českého zemského sněmu. Politicky se uvádí jako německý liberál (takzvaná Ústavní strana, později Německá pokroková strana). Mandát ve sněmu obhájil i ve volbách v roce 1895.
Zemřel v září 1896 po krátké nemoci, v důsledku mozkové příhody, která ho postihla o několik dnů dříve.